# گمینا ماوا ویش
گمینا ماوا ویش (به لهستانی:  Gmina Mała Wieś) یک گمینا در لهستان است که در شهرستان پوتسک، استان ماسوویان واقع شده‌است.
 گمینا ماوا ویش ۱۰۸٫۹۱ کیلومتر مربع مساحت و ۶٬۳۵۸ نفر جمعیت دارد.